# 利波韋 (塔拉拉伊夫卡區)
50°53′8″N 33°8′43″E / 50.88556°N 33.14528°E
利波韋（烏克蘭語：Липове），是烏克蘭北部的村莊，隸屬切爾尼希夫州的普里盧基區。該村面積3.899平方公里，海拔高度142米，2001年該村落人口968。